# Thomas Fehlmann
Thomas Fehlmann (Zurigo, 1957) è un compositore svizzero.

## Biografia
Fehlmann fu membro del gruppo Neue Deutsche Welle Palais Schaumburg, che era attivo durante la prima metà degli anni ottanta. Sempre negli anni ottanta, Fehlmann iniziò a cimentarsi nella musica elettronica, come confermano i due brani di Wir Bauen Eine Stadt (1981), composti assieme a Holger Hiller dei Palais Schaumburg e le musiche del film Der Kuß Des Tigers (1988), scritte con Inga Humpe. Fu anche membro occasionale dei Sun Electric e gli Orb, assieme ai quali realizzò Bicycles & Tricycles (2004). Il suo primo album per l'etichetta Kompakt Visions Of Blah (2002) e Honigpumpe (2007) ricevettero giudizi critici positivi. Nel 2010 pubblicò Gute Luft, colonna sonora del documentario televisivo 24H Berlin. Nel 2018 pubblicò un'altra colonna sonora: 1929 - Das Jahr Babylon.

## Discografia parziale

### Da solista

#### Album in studio
- 1981 – Wir Bauen Eine Stadt (con Holger Hiller)
- 1998 – Good Fridge. Flowing: Ninezeronineight.
- 1999 – One To Three. Overflow; Ninenine/nd
- 2002 – Visions Of Blah
- 2004 – Lowflow
- 2007 – Honigpumpe

## Colonne sonore

### Cinema
- Der Kuß Des Tigers, regia di Petra Haffter (1988)

### Televisione
- 24H Berlin, regia di Volker Heise (2010)
- 1929 - Das Jahr Babylon, regia di Volker Heise (2018)